# Pierre Abraham
Pour les articles homonymes, voir Abraham (patronyme).
Pierre Abraham, né Pierre Bloch le 1er mars 1892 à Paris 8e et mort le 20 mai 1974 à Paris 4e, est un journaliste, écrivain et essayiste français.

## Biographie
Pierre Abraham est le plus jeune des trois fils de Louise Bloch née Lévy (1858-1944) et son époux Richard Bloch (1852–1934) et le frère de l'écrivain Jean-Richard Bloch(1884-1947).
Il fait ses études secondaires au lycée Carnot puis prépare l'accès aux grandes écoles au lycée Louis le Grand. Il est reçu à l'École polytechnique en 1913. Durant la Première Guerre mondiale, il sert comme officier aviateur et est nommé chevalier de la Légion d'honneur. Après le conflit, son frère Jean-Richard Bloch le met en contact avec les milieux littéraires et l'incite à écrire. Il débute par une activité de critique dans les journaux et revues. Il collabore à la revue Europe dès sa fondation et fait paraître plusieurs essais dont la nouveauté et l'originalité sont remarquées. Attiré par le travail collectif, il dirige une recherche en équipe en 1935 à L'Encyclopédie française. En 1937, il est membre de la rédaction du journal communiste Ce soir, pour lequel  il s'occupe du théâtre.
Au cours de la Seconde Guerre mondiale, il participe à la Résistance et à la libération de Nice dont il est conseiller municipal de 1947 à 1959. Lieutenant-colonel de réserve de l'armée de l'air, il est nommé à la Libération secrétaire du Directoire interallié de l'air à Berlin.
Il assure la direction de la revue Europe, dont il présente la plupart des numéros, de 1949 à 1974, publie de nouveaux essais et collabore à l'hebdomadaire Les Lettres françaises jusqu'en 1960. Il est d'abord compagnon de route proche du Parti communiste, avant la guerre, puis il est membre du Parti communiste français après la guerre. Il dirige, au cours des années 1960, la « Section Littérature » au Centre d'études et de recherches marxistes.
Dans les dernières années de sa vie, il coordonne la rédaction de l'ouvrage collectif Histoire littéraire de la France .

## Œuvres
- Balzac, Rieder, 1929
- Figures, Gallimard, 1929
- Proust, Rieder, 1930
- Créatures chez Balzac, Gallimard, 1930
- Le Physique au théâtre, Coutan-Lambert, 1933
- Une figure, deux visages, 1934
- Tiens bon la rampe, roman, Éditeurs français réunis, 1951
- Les Trois Frères, Éditeurs français Réunis, 1971
- Freud, Éditeurs Français Réunis, 1974